# Scopula tenuipes
Scopula tenuipes là một loài bướm đêm trong họ Geometridae.